# Death Grips
Death Grips är en experimentell industriell hiphopgrupp från Sacramento i Kalifornien, grundad år 2010. Gruppen består av rapparen Stefan Burnett, trumslagaren/producenten/låtskrivaren Zach Hill och keyboardisten/ljudteknikern Andy Morin. Deras musikstil drar influenser från hiphop, punkrock, noise och industrial.
2011 gav gruppen ut mixtapen Exmilitary och året därpå sitt debutalbum, The Money Store. Båda möttes av positiva recensioner. Efter en konflikt med skivbolaget Epic Records, kort efter ett kontrakt skrevs på, läcktes gruppens tredje album No Love Deep Web för gratis nedladdning 2012. Kontraktet hävdes kort efter.
Death Grips tredje album, Government Plates, gavs ut år 2013. Samma år, efter flera avbokade spelningar, meddelade gruppen om en planerad upplösning samtidigt som det fjärde studioalbumet, The Powers That B, gavs ut. I mars 2014 meddelade Death Grips att de övervägde släppa mer musik, och senare annonserades det en världsturné. Samma år annonserades även ett femte officiellt studioalbum med namnet Bottomless Pit, som släpptes i maj 2016. Deras sjätte studioalbum, Year of the Snitch, gavs ut i juni 2018. Året därpå, i juni 2019, släpptes ett fjärde EP, Gmail and the Restraining Orders, för att fira Warp Records 30-årsjubileum.

## I populärkultur
Flera artister som Björk, Robert Pattinson, David Bowie, Fred Armisen samt andra anmärkningsvärda musiker och kändisar har uttryckt sin uppskattning för Death Grips. Death Grips har gjort två av låtarna på Björks remixalbum Bastards samt använt sig av inspelningar av hennes röst på första halvan på sitt album The Powers That B. Robert Pattinson har också medverkat på deras album Government Plates på låten Birds.
Sergio Pizzorno från bandet Kasabian har citerat Death Grips som en influens på deras album 48:13, samt har David Bowies medverkare Donny McCaslin sagt att hans album Blackstar varit inspirerat av Death Grips. Gruppens låt Hacker har varit med i spelet Battlefield Hardline och låten You Might Think He Loves You For Your Money But I Know What He Really Loves You For It's Your Brand New Leopard Skin Pillbox Hat användes i en reklam för Adidas.

## Medlemmar
- Stefan Burnett
- Andy Morin
- Zach Hill

## Diskografi

### Album
- The Money Store (2012)
- No Love Deep Web (2012)
- Government Plates (2013)
- The Powers That B (2015)
- Bottomless Pit (2016)
- Year of the Snitch (2018)

### Mixtapes
- Exmilitary (2011)

### EP
- Death Grips (2011)
- Live at Death Valley (2011)
- Fashion Week (2015)
- Interview 2016 (2016)
- Steroids (Crouching Tiger Hidden Gabber Mix) (2017)
- Gmail and the Restraining Orders (2019)